# Bartolomeo Costantini
Bartolomeo »Meo« Costantini, italijanski dirkač, vojaški pilot in letalski as, * 14. februar 1889, Vittorio Veneto, Italija † 19. julij 1941, Milano, Italija.
Bartolomeo Costantini se je rodil 14. februarja 1889 v italijanskem mestu Vittorio Veneto. Po koncu prve svetovne vojne, v kateri je sodeloval kot pilot, se je začel ukvarjati z dirkanjem. Leta 1923 se je pridružil moštvu Bugatti in z dirkalnikom Bugatti Type 35 je dvakrat zapored zmagal na dirki Targa Florio, v letih 1925 in 1926. V sezoni 1926 je z dirkalnikom Bugatti Type 39 zmagal tudi na dirki za Veliko nagrado Španije, na prvenstveni dirki za Veliko nagrado Francije pa je zasedel drugo mesto. Nato se je upokojil kot dirkač in postal manager dirkaškega moštva Bugattija, dokler ga ni leta 1935 zamenjal Jean Bugatti. Umrl je 19. julija 1941 v Milanu.